# Giuseppe Conte
Pour les articles homonymes, voir Giuseppe Conte (homonymie) et Conte (homonymie).
Giuseppe Conte (/dʒuˈzɛppe ˈkonte/), né le 8 août 1964 à Volturara Appula (province de Foggia), est un juriste et homme d'État italien, membre du Mouvement 5 étoiles (M5S) depuis 2021. Il est président du Conseil des ministres de 2018 à 2021.
Né dans les Pouilles, il étudie le droit à l’université de Rome « La Sapienza » et devient professeur universitaire de droit privé. Il entre en 2013 au Conseil de la justice administrative.
Pendant la campagne pour les élections générales de 2018, le M5S annonce qu’il sera nommé ministre pour l'Administration publique en cas de victoire du parti. Alors inconnu du grand public, Conte devient finalement président du Conseil dans le cadre d’une alliance entre le M5S et la Ligue. Il avait initialement renoncé à cette fonction après un désaccord avec le président de la République sur le choix du ministre de l'Économie.
Il assume le discours eurocritique des partis de sa majorité, s'opposant à la Commission européenne sur son projet de budget pour 2019 et en mettant en cause l'action européenne dans la gestion des flux migratoires. En août 2019, après avoir démissionné à la suite de dissensions internes à la majorité puis de la demande du vice-président du Conseil Matteo Salvini d'organiser des élections anticipées, il compose un nouvel exécutif dans le cadre d'un accord entre le M5S et le Parti démocrate (PD).
Il quitte la tête du gouvernement après la défection d’Italia Viva de Matteo Renzi. Peu après, il rejoint et prend la présidence du M5S, dont il était proche depuis son entrée en politique en 2018. Il est élu député aux élections parlementaires de 2022.

## Situation personnelle

### Origines
Giuseppe Conte naît le 8 août 1964 à Volturara Appula, un village de 500 habitants situé dans la région méridionale des Pouilles. Son père est fonctionnaire municipal et sa mère institutrice.

### Formation
Il étudie le droit à l'université de Rome « La Sapienza », où il rédige une thèse sous l'autorité de Giovanni Battista Ferri, dont il devient par la suite assistant.
Il affirme avoir effectué des formations de perfectionnement juridique à l'université Yale (New Haven, 1992), à l'université Duquesne (Pittsburgh, États-Unis, 1992), au Internationales Kulturinstitut (en) (Vienne, 1993), à l'université Paris 1 (Paris, 2000), au Girton College (Cambridge, 2001) et à l'université de New York (New York, 2008 et 2009), formations qui sont néanmoins remises en cause, de même qu'un soutien controversé à la méthode Stamina.
Selon la presse italienne, qui rapporte des propos du New York Times, Giuseppe Conte aurait falsifié son curriculum vitæ en prétendant avoir fait une partie de ses études à l'université de New York, ce qu'a démenti la porte-parole de la faculté américaine. De même les universités Duquesne de Pittsburgh, celle de Malte et de l'Internationales Kulturinstitut de Vienne n'auraient pas de trace de lui dans leurs répertoires. Il aurait également prétendu avoir été désigné comme expert au « Social Justice Group de l'Union européenne », mais ce groupe n'existe pas. La Sorbonne n'a pas non plus répertorié le nom de Conte dans ses registres.

### Carrière professionnelle
Il travaille comme boursier auprès du Conseil national de la recherche (CNR) en 1992-1993.
Il est professeur de droit privé à l'université de Florence et professeur adjoint à l'université LUISS de Rome,.
Le 18 septembre 2013, il est élu membre du Conseil de présidence de la Justice administrative (CPGA) par la Chambre des députés, sur proposition du Mouvement 5 étoiles. Il en est ensuite désigné vice-président.
Il dirige[Quand ?] une collection chez l'éditeur Laterza sur les « maîtres juridiques ». Il appartient à l'Association Henri-Capitant[réf. nécessaire].

### Vie privée
Séparé de sa compagne, Valentina Fico, il est père d'un garçon né en 2007. Alors qu'il est chef du gouvernement, la presse révèle que sa compagne est Olivia Paladino, fille de l'entrepreneur romain Cesare Paladino et de l'actrice suédoise Ewa Aulin. Il est de confession catholique.
Une opération du ménisque l'a privé de son rêve de devenir joueur de football professionnel ; il est un supporter de l'AS Roma.
En 2019, il déclare un revenu annuel supérieur à un million d'euros.

## Ascension politique

### Débuts

Giuseppe Conte se rapproche du M5S en 2018.

Giuseppe Conte dit avoir le cœur qui bat traditionnellement à gauche. En 2013, le dirigeant du Mouvement 5 étoiles (M5S) Luigi Di Maio lui propose de le soutenir pour intégrer le Conseil de justice administrative, mais Conte lui indique n'avoir pas voté pour le M5S et ne pas s'en sentir proche.

### Élections générales de 2018
Cependant, pendant la campagne des élections générales de 2018, il est présenté comme futur ministre pour l'Administration publique dans un éventuel gouvernement dirigé par Di Maio. Il lui revient de présenter le projet du parti dans ce domaine. Il s'engage alors à simplifier le cadre normatif, combattre l'hypertrophie de normes et appelle à un recensement de l'ensemble des règles existantes afin d'abroger les lois jugées inutiles.

## Président du Conseil des ministres

### Première désignation avortée

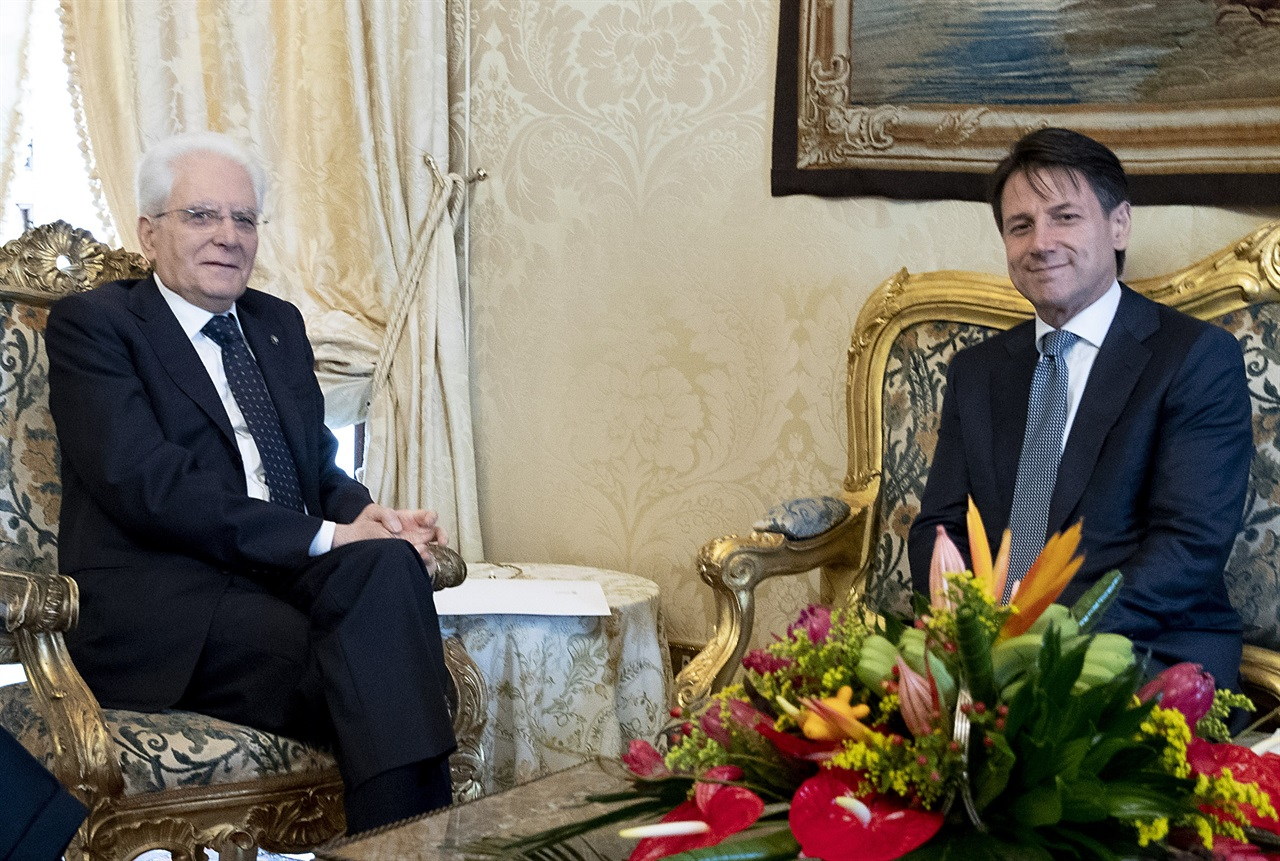
Giuseppe Conte (à droite) et le président de la République, Sergio Mattarella, lors d'un entretien au cours duquel il est chargé de former un gouvernement.

En mai 2018, deux mois après les élections, il est proposé pour devenir président du Conseil des ministres, à la tête d'un gouvernement de coalition entre le Mouvement 5 étoiles et la Ligue du Nord. Cette proposition apparaît à la suite de deux entretiens entre, d'une part, le président de la République, Sergio Mattarella, et d'autre part, Luigi Di Maio et Matteo Salvini, chefs de file respectifs du Mouvement 5 étoiles et de la Ligue.
Le 22 mai, à la suite de la proposition faite par les deux vainqueurs des élections, le président de la République annonce un temps de réflexion et de consultation avec le président de la Chambre des députés Roberto Fico et la présidente du Sénat Elisabetta Casellati, mettant en doute l'autonomie future d'un président du Conseil nouveau en politique face aux poids lourds des partis élus, dans un contexte de mise en garde par la Commission européenne face aux possibles dérapages budgétaires.
Il est finalement chargé par Mattarella, le 23 mai, de former un gouvernement, ce qu'il accepte « avec réserves ». L'annonce de la composition du gouvernement est alors fixée au 25 mai, mais cette date est cependant repoussée, du fait des désaccords portant sur la composition du gouvernement.
Mattarella — en tant que garant constitutionnel des traités européens — s’oppose notamment à la nomination de l'eurosceptique Paolo Savona au poste de ministre de l'Économie et des Finances. Face à l'opposition du président sur cette question, Conte rend son mandat et renonce à constituer un gouvernement le 27 mai,. À la suite de ce refus, le chef de l'État confie le mandat à Carlo Cottarelli, ancien cadre du FMI, de façon à  constituer un gouvernement technique. En réaction, Luigi Di Maio menace de demander la destitution du président de la République.

### Deuxième désignation et prise de fonction
La formation d'un nouveau gouvernement technique est ensuite gelée et Di Maio annonce la possibilité d'un compromis — portant notamment sur la nomination de Savona — avec le président en vue de former un gouvernement. Il ajoute que son allié Salvini s'est montré défavorable à la demande de destitution de Mattarella. Le 31 mai, le M5S et la Ligue annoncent finalement un accord pour la formation d'un gouvernement entre leurs deux formations. Cottarelli renonce le soir même à former un gouvernement. La coalition désigne alors de nouveau Conte pour diriger le gouvernement, ce que Mattarella accepte.
Il prête serment le 1er juin 2018. Cet exécutif est alors présenté par la presse italienne et étrangère comme le premier gouvernement populiste d'Europe occidentale,. Après un discours de Giuseppe Conte devant le Sénat de la République, le 5 juin 2018, le gouvernement obtient la confiance par 171 votes favorables, 117 contre et 25 abstentions. Le lendemain, il obtient la confiance de la Chambre des députés par 350 votes pour, 236 contre et 35 abstentions.
Le journaliste Matteo Pucciarelli indique : « Le M5S prend la direction des ministères dotés d’un fort poids socio-économique, tandis que la Ligue obtient ceux qui revêtent une dimension symbolique et identitaire. [...] Mais la formation du gouvernement est, depuis le début, soumise à la surveillance de l’« État profond » italien : la présidence de la République (M. Sergio Mattarella), la Banque d’Italie, la Bourse et, surtout, la Banque centrale européenne. Celui-ci veille à ce que les ministères qui comptent vraiment en matière d’économie (les finances et les affaires européennes) échappent aux deux partis ».
Le vote de confiance est l'occasion pour Giuseppe Conte de présenter le « programme de changement » élaboré par le M5S et la Ligue. S'il affirme que « l'Europe est notre maison », il appelle l'Union européenne à devenir « plus forte et plus juste ». Il s'exprime notamment sur la question migratoire, affirmant que « la gestion des flux a été jusqu’à présent un échec » car « l’Europe a autorisé des fermetures égoïstes de nombreux États qui ont déchargé, [sur l'Italie], les coûts et les difficultés ». Se disant favorable à « des systèmes automatiques de répartition obligatoire des demandeurs d’asile », il indique sa volonté de mettre fin « au “business” de l’immigration, qui a augmenté de manière démesurée à l’ombre d’une fausse solidarité ». Dans le domaine économique, il juge que la dette publique italienne — la deuxième plus importante de la zone euro après celle de la Grèce — est « pleinement soutenable », concédant qu'elle doit être réduite mais « avec la croissance et non pas avec des mesures d’austérité ». Il s'engage en outre à diminuer les impôts, augmenter les aides sociales et réduire l'écart entre la croissance économique italienne et celle de l'UE.
Bien qu'il ne soit pas le premier chef de l'exécutif « technicien », il est le premier président du Conseil à n'avoir aucune expérience de gestion gouvernementale ou administrative.

#### Mesures économiques

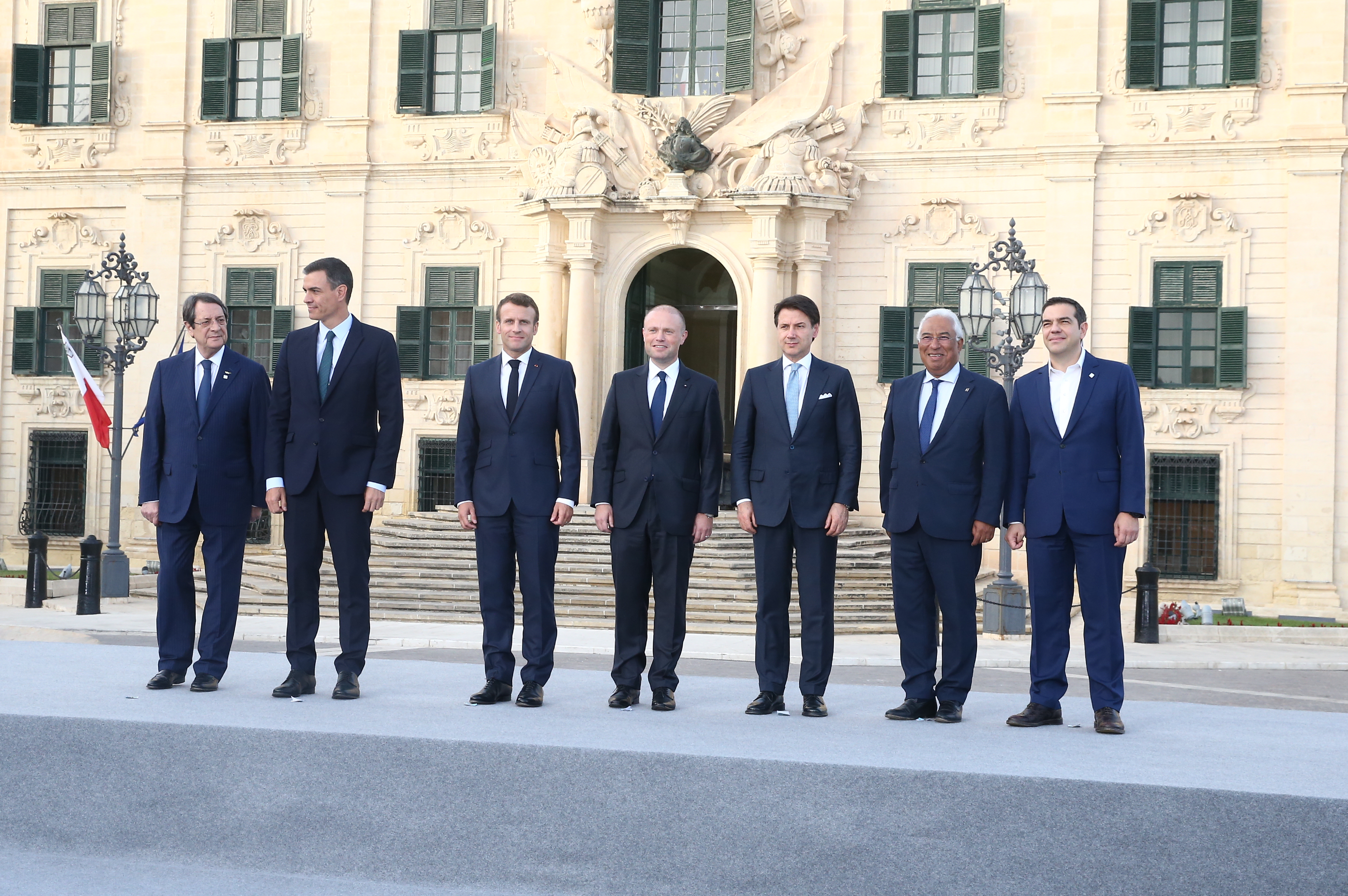
Giuseppe Conte participe en juin 2019 au sommet des pays du sud de l'Union européenne à Malte.

Le 22 octobre 2018, Giuseppe Conte annonce que l'Italie ne modifiera pas son projet de budget pour 2019 malgré le non-respect des critères européens en matière de réduction de la dette publique mis en avant par la Commission européenne (celle-ci réclame au pays quatre milliards d’euros d’économies en plus de 7,5 milliards déjà consentis). En décembre 2018, une procédure de sanction à l'égard de l'Italie est lancée par l'Union européenne. Le déficit prévu pour l'année 2019 (2,4 %) s'inscrit cependant dans la continuité des années précédentes (2, 5 % en 2016 et 2,3 % en 2017).
Finalement, le gouvernement italien accepte de reporter de six mois la mise en place du revenu universel, proposé par le M5S, et l’abaissement de l'âge légal de départ à la retraite, défendu par la Ligue,. La loi de finances pour 2019 prévoit ainsi un déficit public de 2,0 % du PIB (contre 2,4 % initialement) et une croissance ramenée à 1 % (contre 1,5 % auparavant). Le 29 décembre, les députés italiens approuvent ce nouveau budget.
Le gouvernement promet des privatisations massives à la Commission européenne. Les actifs cessibles devraient être essentiellement immobiliers, les gouvernements précédents ayant déjà privatisé la plupart des entreprises publiques. Une amnistie fiscale, mesure défendue par la Ligue, est adoptée afin d'éponger les contentieux dans la limite de 500 000 euros. Une baisse de la fiscalité pour le petit patronat et les travailleurs indépendants est également décidée et doit par la suite concerner l’ensemble de l’impôt sur les sociétés, selon un mécanisme de flat tax (système d’imposition à taux unique), tout en avantageant principalement les revenus les plus élevés. Le gouvernement met en place une mesure provisoire, pour la période 2018-2021, permettant de partir à la retraite à 62 ans avec au moins 38 années de cotisations.

#### Politique internationale
Il se présente le 12 février 2019 devant le Parlement européen pour y tenir un discours dans lequel il fustige une Union européenne oligarchique et des élites qu'il appelle à tenir compte des intérêts des peuples. Dénonçant l'austérité et estimant que l'économie a pris le pas sur le pouvoir politique, il présente son programme de gouvernement comme le plus grand plan de réformes structurelles jamais conçu. Il appelle à relancer la solidarité dans les domaines de la fiscalité et de l'immigration : selon lui, l'Europe est hypocrite sur cette dernière question, notamment parce que le système de répartition des migrants ne fonctionne pas. Il estime enfin que les États membres ne doivent pas avoir peur du conflit.
Dans le domaine des relations internationales, il s'oppose à la reconnaissance de Juan Guaidó comme président du Venezuela au motif qu’il n'a pas remporté d’élections libres, et souhaite que l'UE maintienne le dialogue avec la Chine et la Russie.

#### Démission en 2019
Le 3 juin 2019, alors que des dissensions commencent à apparaître entre les deux partenaires, Conte menace de démissionner si ces derniers persistent. Le 8 août, alors que les désaccords avec ses partenaires de coalition se poursuivent, Salvini demande des législatives anticipées. Giuseppe Conte annonce sa démission le 20 août, en jugeant que son ministre de l’Intérieur « agit par intérêt personnel et politique, compromettant l’intérêt général ».

### Troisième désignation

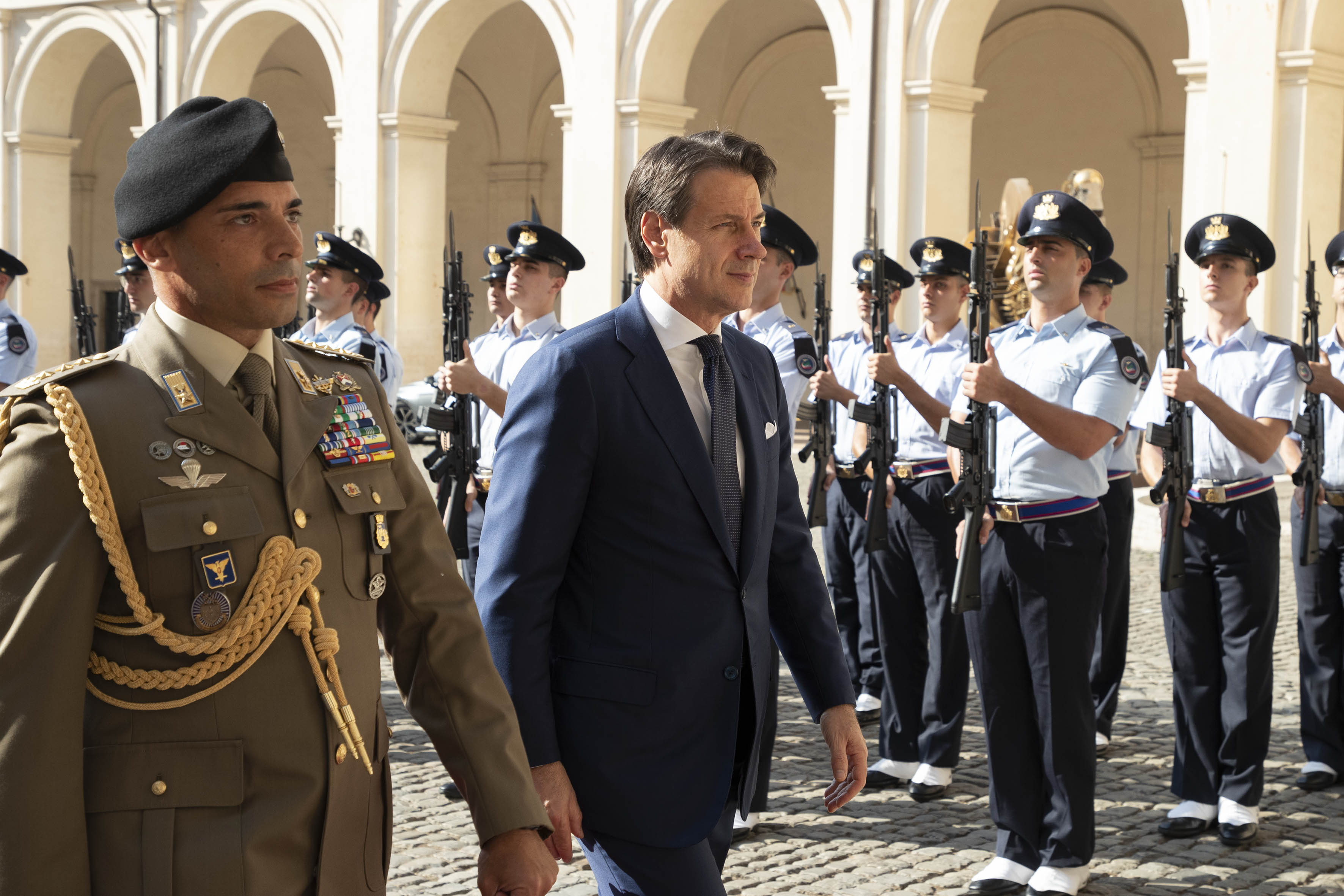
Giuseppe Conte arrivant au Quirinal pour recevoir le mandat du chef de l'État.

Huit jours plus tard, le Mouvement 5 étoiles et le Parti démocrate (PD) indiquent au président de la République avoir trouvé un accord pour que Conte reçoive le mandat de former « un gouvernement de long terme », sans avoir établi le programme ni la répartition des portefeuilles ministériels. Appelé le lendemain au palais du Quirinal par le chef de l'État, Conte se voit donc confier par Mattarella le soin de mettre en place un nouvel exécutif, mission qu'il accepte « avec réserve » conformément à la tradition. L'assermentation de son équipe est alors attendue dans les sept jours.
Il promet dans la foulée un « projet de nouvel humanisme visant à faire de l'Italie un pays plus juste, plus compétitif, plus solidaire, plus inclusif », d'œuvrer à la « relance » de l'économie et redonner au pays « la place qu'[il] mérite » et « un rôle de premier plan en Europe dans le respect du multilatéralisme ». Pour le quotidien La Repubblica, il sort renforcé de cette crise politique, ayant su jouer son propre jeu lors de la chute de son cabinet après s'être effacé derrière ses partenaires de coalition pendant plus d'un an.
Les deux partis parviennent à un accord le 3 septembre, alors que les adhérents du M5S votent en ligne pour approuver ou non l'alliance avec le PD. Au total, 73 000 inscrits prennent part à ce scrutin en ligne — contre 44 000 lors de la consultation pour approuver l'accord avec la Ligue — et 79,3 % d'entre eux votent en faveur de la nouvelle coalition.
Le gouvernement Conte II, constitué de 21 ministres et dont l'assermentation est prévue le lendemain, est annoncé le 4 septembre par le président du Conseil depuis le palais du Quirinal. Le chef politique du M5S Luigi Di Maio passe du ministère du Développement économique au ministère des Affaires étrangères ; la préfète Luciana Lamorgese, seule « technicienne » du nouvel exécutif, prend la succession de Matteo Salvini au ministère de l'Intérieur ; le député européen Roberto Gualtieri, président de la commission des Affaires économiques du Parlement européen, devient ministre de l'Économie et des Finances, une nomination perçue comme un geste d'apaisement envers la Commission européenne ; et le secrétaire du parti Article 1er Roberto Speranza, composante des groupes parlementaires Libres et égaux (LeU), est désigné ministre de la Santé dans un objectif d'élargissement de l'assise parlementaire du nouveau cabinet.
Après des discours où il s'engage à faire rentrer l'Italie dans « une nouvelle ère réformatrice » et promet de modifier le fonctionnement de l'Union européenne, il obtient le 9 septembre la confiance de la Chambre des députés par 343 voix sur 603, puis celle du Sénat le lendemain par 169 suffrages sur 307,,.

### Cote de popularité élevée

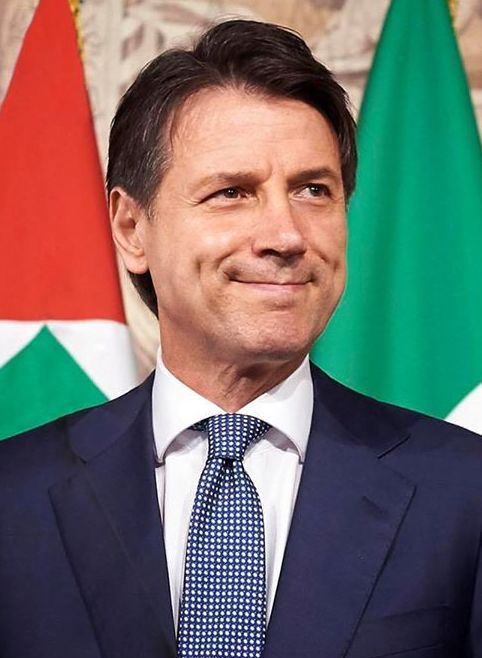
Giuseppe Conte en 2018.

Proche du M5S mais sans étiquette politique, il est notamment apprécié pour son ton mesuré et ses talents de conciliateur,. Le politologue Francesco Galietti indique en octobre 2018, quatre mois après son entrée en fonction, que « Conte, que personne ne connaissait, a réussi à se faire une place et à jouer un rôle fondamental ». À cette même période, un sondage Ipsos lui accorde 67 % d'opinions favorables, soit dix points de plus que Matteo Salvini et 15 d'avance sur Luigi Di Maio. Une enquête d'opinion de l'institut Ipsos publiée dans le Corriere della Sera pendant la crise d'août 2019 — une semaine après la démission de Conte — révèle que 52 % des Italiens ont une bonne opinion de lui, ce qui constitue une baisse de quatre points par rapport au précédent sondage et qui s'explique par le changement d'avis à son égard des électeurs de la Ligue. Salvini, qui bénéficiait d'une cote de popularité de 51 %, perd de son côté 15 points de soutien, à 36 %, tandis que Luigi Di Maio et Nicola Zingaretti stagnent à respectivement 30 et 23 %, le choix d'un gouvernement réunissant leurs deux formations n'étant soutenu que par 20 % des sondés.
Deux ans et demi après le début de son mandat, Conte se maintient à un taux de popularité de 60 %, bien au-dessus de ses prédécesseurs, notamment du fait de sa gestion de la pandémie de Covid-19, qui voit le président du Conseil assumer des pouvoirs plus importants qu'à l'ordinaire dans le système parlementaire italien pour faire face à la crise. Cependant, à partir de la fin de l’année 2020, Giorgia Meloni, présidente de Frères d'Italie (droite radicale), le devance comme dirigeant préféré des Italiens.
En 2021, le média Politico le classe parmi les 28 personnalités européennes les plus puissantes d'Europe. Il est numéro un de la catégorie Doers (« faiseurs »).

### Rupture avec Matteo Renzi et démission
Le 13 janvier 2021, les deux ministres issus de Italia Viva démissionnent du gouvernement. En effet, Matteo Renzi annonce le retrait de sa formation de la coalition. Le gouvernement perd alors sa majorité absolue. Conte sollicite un vote de confiance le 18 janvier à la Chambre des députés et le 19 au Sénat de la République. Il obtient la confiance de la Chambre des députés avec 321 voix favorables et 259 contre. Il obtient également la confiance du Sénat de la République avec 156 voix favorables, 140 contre et 16 abstentions.
Il annonce sa démission environ deux semaines plus tard, le 26 janvier, et indique au président Sergio Mattarella qu'il est prêt à tenter de former un troisième gouvernement. Le 30 janvier, le président Mattarella confie au président de la Chambre des députés Roberto Fico un mandat exploratoire pour tenter de reconstituer la majorité sortante. Les négociations échouent le 2 février. Le président convoque alors l'ancien gouverneur de la Banque centrale européenne Mario Draghi et le charge de former un gouvernement.
Le 13 février 2021, après deux ans et 257 jours de gouvernement, Giuseppe Conte quitte le palais Chigi, laissant la présidence du Conseil à Mario Draghi.

## Après la présidence du Conseil

### Rapprochement entre le PD et le M5S
Fin février 2021, après la formation du gouvernement Draghi, qui regroupe tous les partis représentés au Parlement à l’exception de Frères d'Italie de Giorgia Meloni, le fondateur du Mouvement 5 étoiles, Beppe Grillo, fait appel à Giuseppe Conte. Alors qu’il n’en faisait jusqu’ici pas partie mais en était proche, celui-ci le rejoint pour éviter une scission venant d’opposants à la participation du parti au nouveau gouvernement. Il est alors largement pressenti pour devenir son dirigeant en remplacement de Vito Crimi, chargé de l’intérim depuis la démission de Luigi Di Maio,.

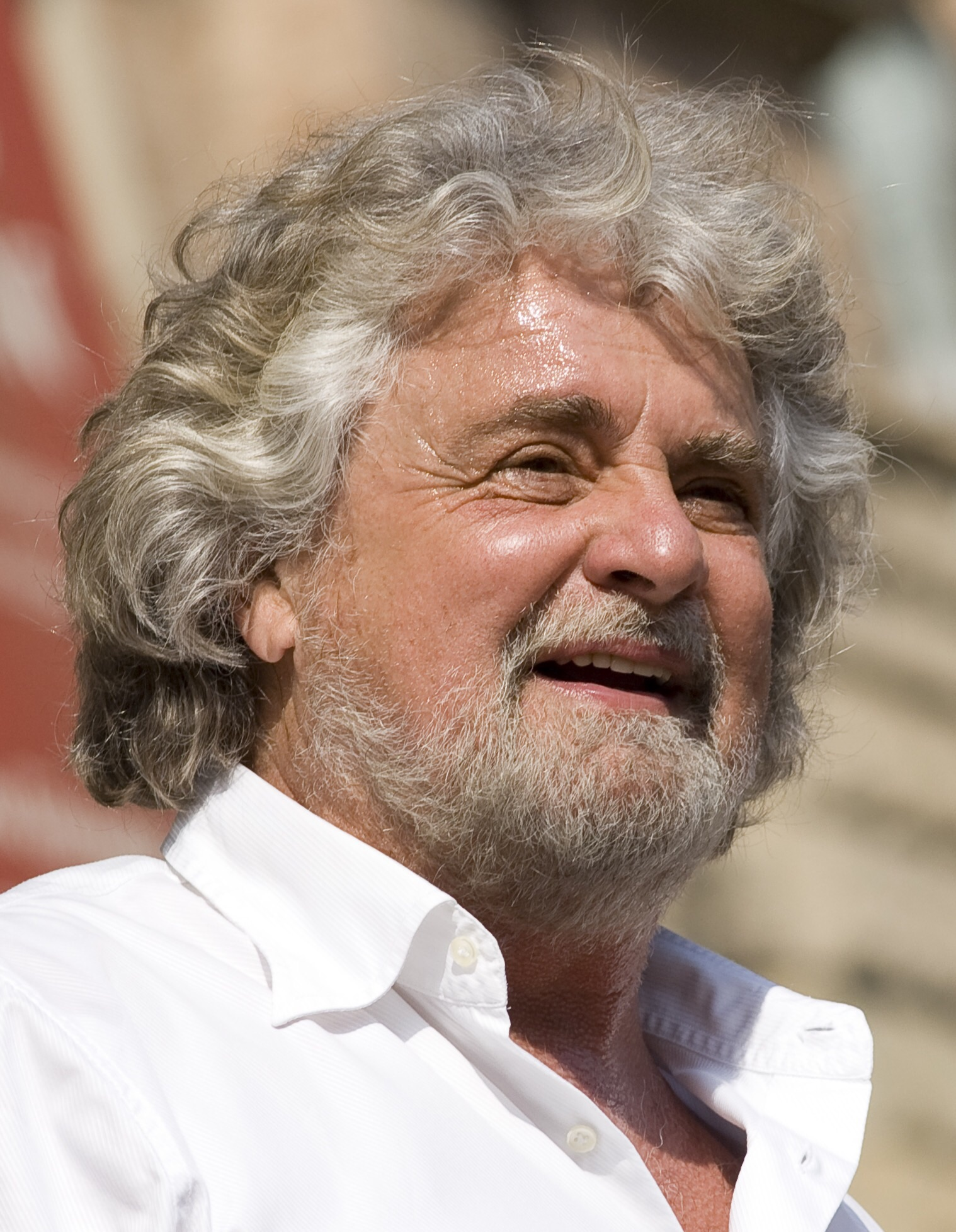
L’influent fondateur du Mouvement 5 étoiles, Beppe Grillo, avec qui Giuseppe Conte entre rapidement en conflit sur la réforme du parti.

Le mois suivant, le 24 mars, l’ancien président du Conseil rencontre le nouveau secrétaire du Parti démocrate, Enrico Letta, avec qui il se met d’accord sur le principe d'un rapprochement entre le PD et le Mouvement 5 étoiles.

### Conflit interne pour la direction du M5S
Mais des tensions surviennent très rapidement au sein du M5S. En particulier, alors que Luigi Di Maio indiquait dès février que la ligne de Conte était d’en faire « un parti modéré et libéral », les relations entre Beppe Grillo et l’ancien président du Conseil se dégradent. Ce dernier souhaite en effet avoir toute latitude pour « normaliser » le Mouvement 5 étoiles (avec la mise en place de sièges locaux, la possibilité pour les élus de briguer un troisième mandat, etc.), tandis que Grillo veut maintenir son influence en obtenant la fonction de « garant » ainsi que des prérogatives en matière de politique étrangère (il est notamment favorable à un rapprochement avec la Chine, à la différence de Conte). Dans ce conflit interne, l'universitaire Carlo Galli souligne que Grillo « a la capacité charismatique » et Conte « la capacité de gouvernement ».

### Président du Mouvement 5 étoiles
Le 6 août 2021, il est élu chef du M5S. En tant que président du M5S, il développe la critique des institutions européennes. Par exemple, en 2025, il s'oppose au plan ReArm Europe, estimant que la Commission Européenne "exagérait la menace russe".

## Détail des fonctions gouvernementales
- 1er juin 2018 – 13 février 2021 : président du Conseil des ministres d'Italie
- 25 décembre 2019 – 10 janvier 2020 : ministre de l'Éducation, de l'Enseignement supérieur et de la Recherche (par intérim)
- 13 janvier – 13 février 2021 : ministre des Politiques agricoles, alimentaires et forestières (par intérim)

## Publications
- (it) La simulazione del matrimonio nella teoria del negozio giuridico, Padoue, CEDAM, 1999  (ISBN 88-13-22006-5).
- (it) Dir. avec Vincenzo Vigoriti (préf. Guido Alpa (it)), Futuro, giustizia, azione collettiva, mediazione, Turin, Giappichelli, 2010  (ISBN 978-88-348-9840-6).